# Kradolf-Schönenberg
Kradolf-Schönenberg (toponimo tedesco) è un comune svizzero di 3 529 abitanti del Canton Turgovia, nel distretto di Weinfelden.

## Storia
Il comune di Kradolf-Schönenberg è stato istituito nel 1996 con la fusione dei comuni soppressi di Buhwil, Kradolf, Neukirch an der Thur e Schönenberg an der Thur e inglobò anche alcune frazioni del comune soppresso di Schweizersholz e le frazioni di Metzgersbuhwil e Ritzisbuhwil, fino ad allora parte del comune di Schönholzerswilen. Fino al 2010 ha fatto parte del distretto di Bischofszell; capoluogo comunale è Schönenberg an der Thur.

## Società

### Evoluzione demografica
L'evoluzione demografica è riportata nella seguente tabella (con Buhwil, Neukirch an der Thur e Schönenberg an der Thur; fino al 1990 anche con Schweizersholz, ma senza Kradolf):
Abitanti censiti

## Geografia antropica

### Frazioni
- Buhwil[3]
  - Anstettenbuhwil (o Niederbuhwil)
  - Scherersbuhwil (od Oberbuhwil)
  - Hard-Buhwil
  - Bötschismühle
  - Hinterbach
  - Hintermühle
  - Metzgersbuhwil
  - Ritzisbuhwil
- Kradolf[7]
- Neukirch an der Thur[5]
  - Anwachs
  - Aspenreuti
  - Bühl
  - Olmerswil
- Schönenberg an der Thur[8]

## Amministrazione
Ogni famiglia originaria del luogo fa parte del cosiddetto comune patriziale e ha la responsabilità della manutenzione di ogni bene ricadente all'interno dei confini del comune.